# 잠입자 (1979년 영화)
《잠입자》(러시아어: Сталкер, 영어: Stalker)는 1979년 제작된 소련의 SF 영화이다. 안드레이 타르콥스키가 감독을 맡았다. 스트루가츠키 형제의 소설 노변의 피크닉이 영화의 원작이며, 형제가 영화의 각본을 맡기도 했다. 영국 영화 협회(BFI)에서 실시한 "영화사상 가장 위대한 작품 50편" 투표에서 29위를 했다.

## 출연

### 주연
- 알렉산드르 카이다노프스키
- 앨리사 프레인드리크
- 아나토리 소로니친
- 니콜라이 그린코

## 기타
- 미술: 안드레이 타르코프스키